# باتاجنیکا
باتاجنیکا (به صربی: Batajnica) یک روستا در صربستان است که در بلگراد واقع شده‌است. باتاجنیکا ۴۴٫۲۷ کیلومتر مربع مساحت و ۳۲٬۸۵۳ نفر جمعیت دارد.